# シティナイトライン

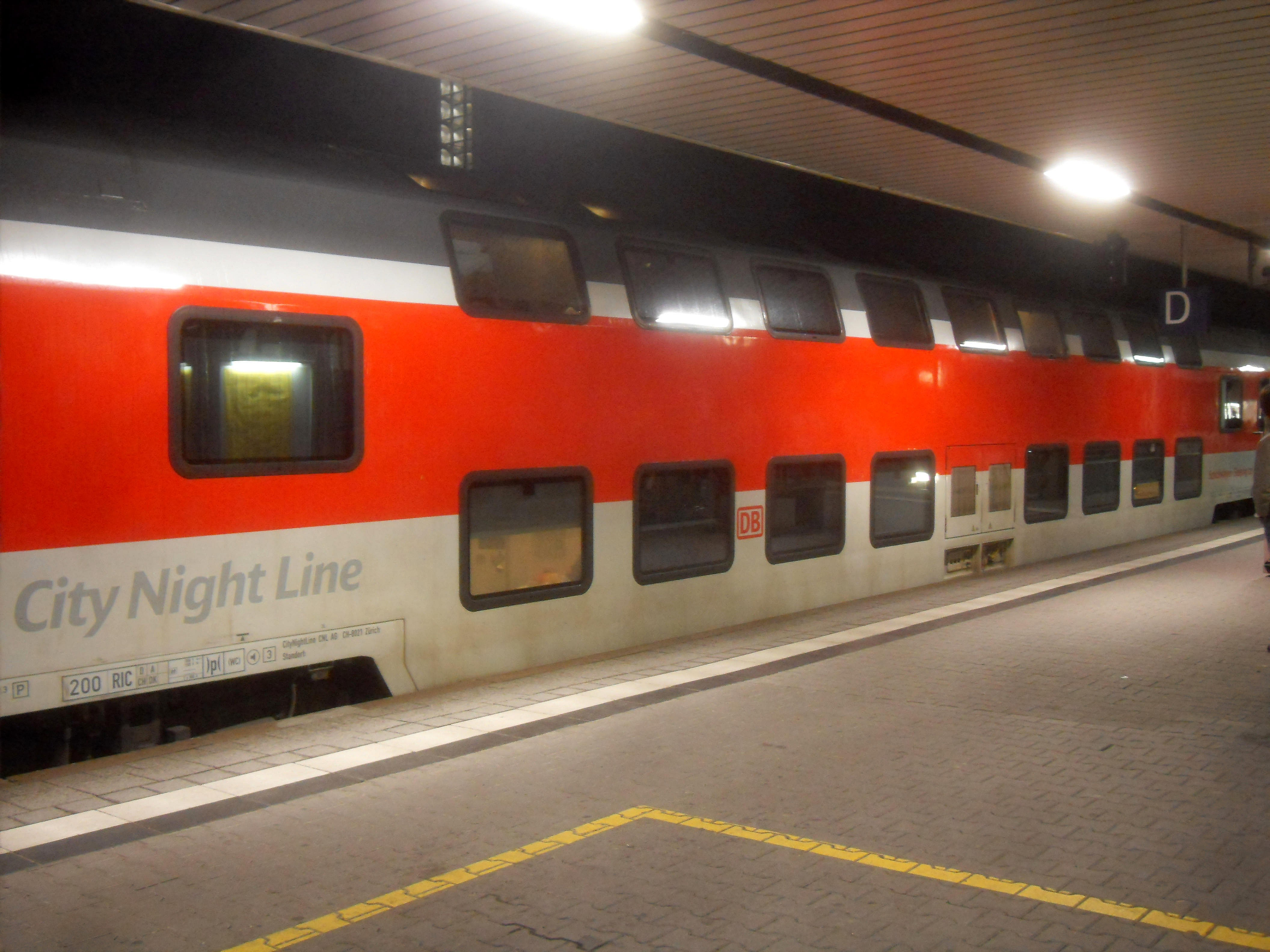
マンハイム中央駅に停車中のCNLの寝台車

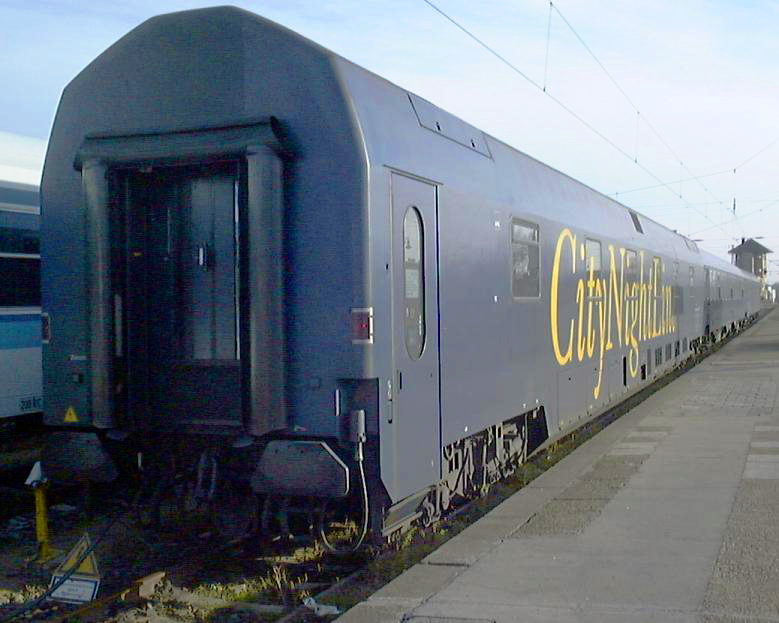
2007年の夜行列車再編以前のCNLの旧塗装

シティナイトライン (City Night Line) は、2016年12月までドイツを中心にヨーロッパで運行されていた寝台列車であり、また、それを運営していた鉄道会社の名称である。略称はCNL。1998年末以降は列車の運行はドイツ鉄道グループのDBアウトツークが行い、2010年に運行以外の事業もすべて移管した。さらに2013年9月にはDBフェルンフェアケーア (DB Fernverkehr) へ統合され、運営されていた。
2007年12月改正の夜行列車再編までは"CityNightLine"と表記されていた。トーマス・クック社発行の『European Rail Timetable』の列車種別の説明では、再編以前はCityNightLineと表記し、2007年12月号以降はCity Night Lineとされている。2007年12月号では"City Night Line"はCityNightLine, NachtZug, UrlaubsExpressを統合したブランドであると説明されている。ただし2007年以前でもCity Night Lineと表記されている例もある。
個室寝台車・簡易寝台車（クシェット車）・食堂車などからなり、シティホテル並みの内装とサービスを提供する列車である個室寝台車には、個室内に洗面台のほかトイレ・シャワーも備えるデラックスと、洗面台は備えるがシャワーなどがなく安価なエコノミー（運行開始時はコンフォート (Comfort)）があった。もっとも、再編以降は必ずしもすべての列車で同じサービスが享受できるわけではなくなった。食堂車の全区間不連結はその最たる例である。

## 歴史
企業としてのシティナイトライン社の前身は1992年に設立されたDACHホテルツーク（DACH Hotelzug AG, DACHホテル列車株式会社の意）である。ドイツ連邦鉄道（旧西ドイツ国鉄、1994年からはドイツ鉄道）、オーストリア連邦鉄道（オーストリア国鉄）、スイス連邦鉄道（スイス国鉄）の3社の出資で、本社はチューリッヒにおかれた。社名のDACHとはドイツ (Deutschland)、オーストリア (Austria)、スイス (Confoederatio Helvetica) の頭文字を合わせたものである。
1995年5月28日のダイヤ改正から、それまでユーロナイトであった「ドナウ・クーリアー」（Donau Kurier, ケルン - ウィーン）と「ヴィーナー・ヴァルツァー」（チューリッヒ - ウィーン）の2往復がDACH社の運行するシティナイトラインとなった。このときのシティナイトラインは個室寝台車と"sleeperette"と呼ばれるリクライニングシートを備えた座席車、食堂車のみの編成で、簡易寝台（クシェット）車は連結されていなかった。
同年9月24日には「コメート」（Komet, チューリッヒ - ハンブルク）が加わり、その後もドイツとスイスを中心に多くの国際夜行列車がシティナイトラインとなった。
一方で、1996年にオーストリア連邦鉄道はDACH社への出資を取りやめ、同年9月29日からヴィーナー・ヴァルツァーはユーロナイトに戻った。1997年には社名をシティナイトラインCNL株式会社 (CityNightLine CNL AG) に変更した。1999年にはスイス連邦鉄道も出資を取りやめたため、シティナイトライン社はドイツ鉄道の100%子会社となった。ただし本社はチューリッヒにおかれたままであった。
1999年から一部の列車にドイツ鉄道から購入した簡易寝台車が連結されるようになった。2001年からは荷物車に自転車を積み込むサービスを始めた。
2002年にはオランダのアムステルダムへ乗り入れ、2006年にはデンマークのコペンハーゲンへも乗り入れた。また2004年にはミュンヘン - ドレスデン間の「オリオン」(Orion) が国内列車としては初めてシティナイトラインとなっている。
2007年12月9日のダイヤ改正から、DBアウトツークの運行していた夜行列車であるDBナハトツーク (NachtZug, NZ) と、季節夜行列車のウアラウプスエクスプレス（UrlaubsExpress: UEx,「休暇急行」の意）がシティナイトラインに統合された。これによりシティナイトラインの走る国はドイツ、スイス、オーストリア、オランダ、デンマークにフランス、ベルギー、イタリア、チェコを加えた9か国となった。ただしチェコ国内においてはユーロナイトとして扱われた。
2008年12月ダイヤ改正でいくつかのシティナイトラインが廃止され、また季節により週3往復に減便されるものも現れた。このときパリとドイツ各地を結んでいた列車が廃止または経路を変更したため、ベルギーを通る列車がなくなった。これによりベルギーではシティナイトライン以外も含め全ての夜行列車が廃止された。
2009年、2010年の各12月のダイヤ改正でも列車の廃止や再開、経路変更が行われた。2009年にはドイツ国内の系統で用いられていたタルゴ客車（元はナハトツークの車両）がほかの客車に置き換えられた。
2015年12月、シティナイトライン社は2016年12月をもって夜行列車事業から撤退し、シティナイトラインは全廃された。なお、CNLが運行していた路線は再編され、オーストリア国鉄がナイトジェットとして運行している。

## 車両
シティナイトラインに使用されていた客車は、個室寝台車、簡易寝台車 (Liegewagen)、座席車 (Ruhesessel)、食堂車に大別される。個室寝台車はすべて新製車だが、その他の形式については、予算の都合によりすべてドイツ鉄道で余剰となっていた車両の改造車である。1995年の運行開始時に存在したのは、個室寝台車と座席車、食堂車のみで、後に編成の中核を成すことになった簡易寝台車は後年になって増備されたものである。なお新製客車については、製造当初より最高速度200 km/hの性能を有していた。
以下、特記のない限り新製時（改造車については改造当初）の形式名を記載する。車両はいずれも全面が濃いブルーに塗装されており、黄色文字で「CityNightLine」のロゴがレタリングされていた。2007年12月におけるドイツ国内の夜行列車体系の再編にともない、私有車の特徴であった英文字のみの形式名は消滅した。車体塗装もDBナハトツークと共通の赤白のツートンカラーに順次変更された。妻面まで赤色が回るDB車両に対し、CNL車両は窓周りのみ赤色となっているため区別が可能。

### 個室寝台車

エコノミー用2等個室寝台車

- WLABm

編成中で一際目立つ2階建て構造で、デラックス用1等個室寝台とエコノミー用2等個室寝台の合造車。乗務員室を備え、1等個室は2階に配置される。内装リニューアル時にトイレ寄りの2等個室が1つ潰されて荷物室へ改造されたため、形式がDWLABmに変更された。それ以前に一部が簡易寝台車とトレードする形でドイツ鉄道へ移籍しており、それらは荷物室改造が行われていない。
- WLBm

WLABmと共通の車体を持つ2階建て車両で、エコノミー用2等個室のみを有する。乗務員室の代わりに個室を配置して定員増を図っている。内装リニューアル時にトイレ寄りの2等個室が1つ潰されて荷物室へ改造されたため、形式がDWLBmに変更された。それ以前に一部が簡易寝台車とトレードする形でドイツ鉄道へ移籍しており、それらは荷物室改造が行われていない。
- WLABsm166.5

2002年に、DBナハトツーク所属のT2Sタイプの車両をCNL用に改造編入したもの。外板塗色が変更された以外に設備面で大きな変更点はない。

### 簡易寝台車

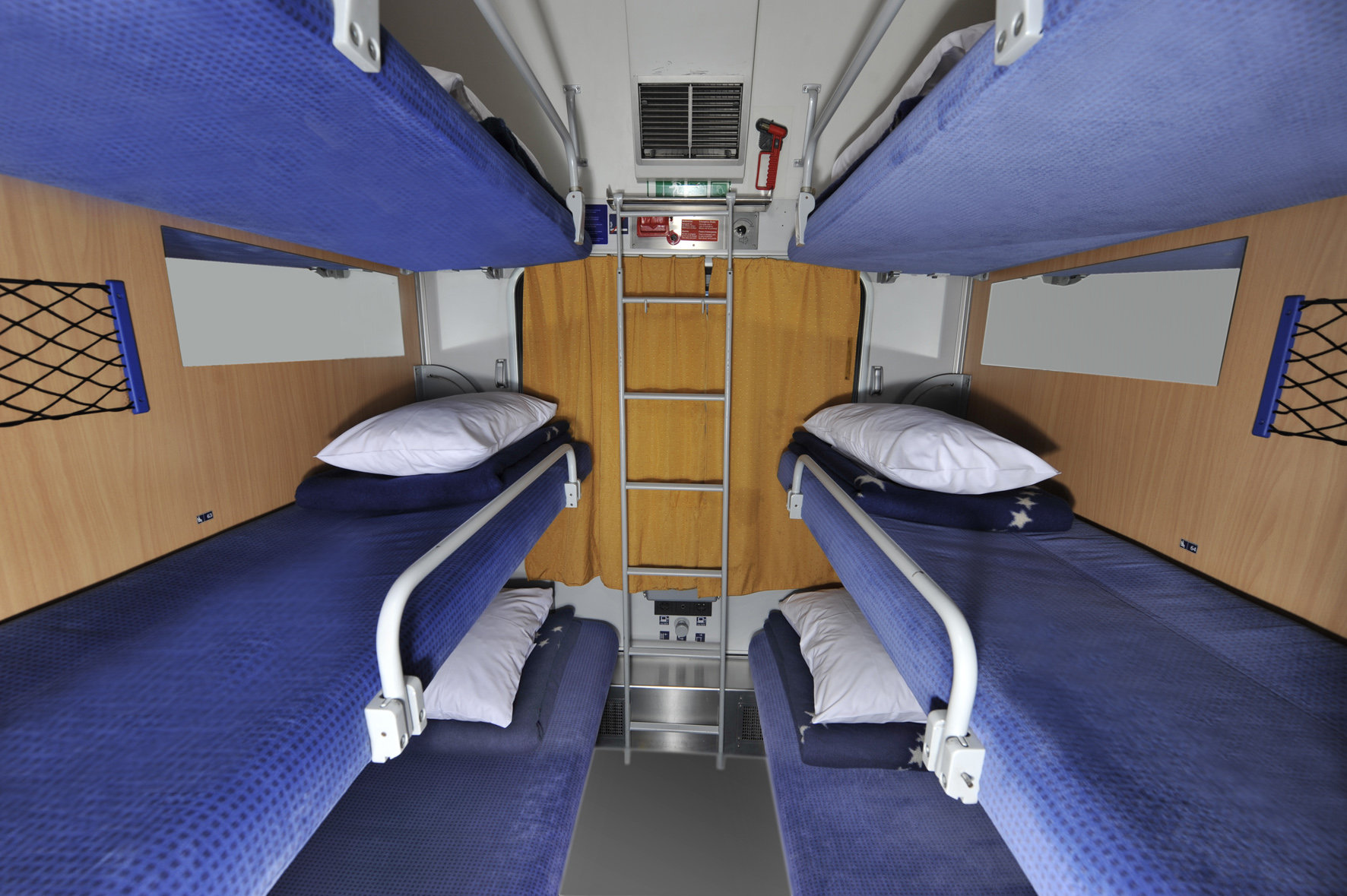
6人用簡易寝台車

- Bvcmz248.5

ドイツ鉄道より購入した簡易寝台車を全面的にリフォームした車両。4人または6人分の寝台を備えた簡易個室を有する。一部の車体側面には、月と星をシンボライズしたマークが描かれていた。なお購入に際し、CNL社が創業時より保有していた2階建て個室寝台車の一部を、DBナハトツークへ売却（トレード）している。所属会社変更後もそのままの形式名だったが、しばらくしてBvcmz028形に変更された。
- Bvcmbz249.1

DBナハトツーク所属の簡易寝台車をCNL用にリフォームした車両。外板塗色が変更されたものの、貸出として所属会社は変更されなかった。台車が異なるのを除けばBvcmz248.5形と同様であるが、一端に車いす対応の個室を設けており、通常よりも乗降ドアの開口面積が拡幅されているのが特徴。
- Bcvmh

2002年に、オランダ国鉄より購入した簡易寝台車をリフォームした車両。元々は、ドイツ鉄道がツアー客輸送用に製造したTUI FerienExpress用車両をオランダ国鉄が購入し簡易寝台車に改造していたものである。
- Bcdvmz[要出典]

ドイツ鉄道より購入した簡易寝台車をリフォームし、室内のおよそ2/3を簡易寝台に、1/3を荷物室（自転車積載用スペース）に改造した車両。
- BDcm

ドイツ鉄道より購入した簡易寝台車をリフォームし、車内のおよそ1/3を荷物室（自転車積載用スペース）に改造した合造車両。荷物室内はカーペット敷きで夜間でも明るく、一般客も入室できたため、実質的には深夜時間帯の談笑スペースとしても利用可能であった。

### 座席車

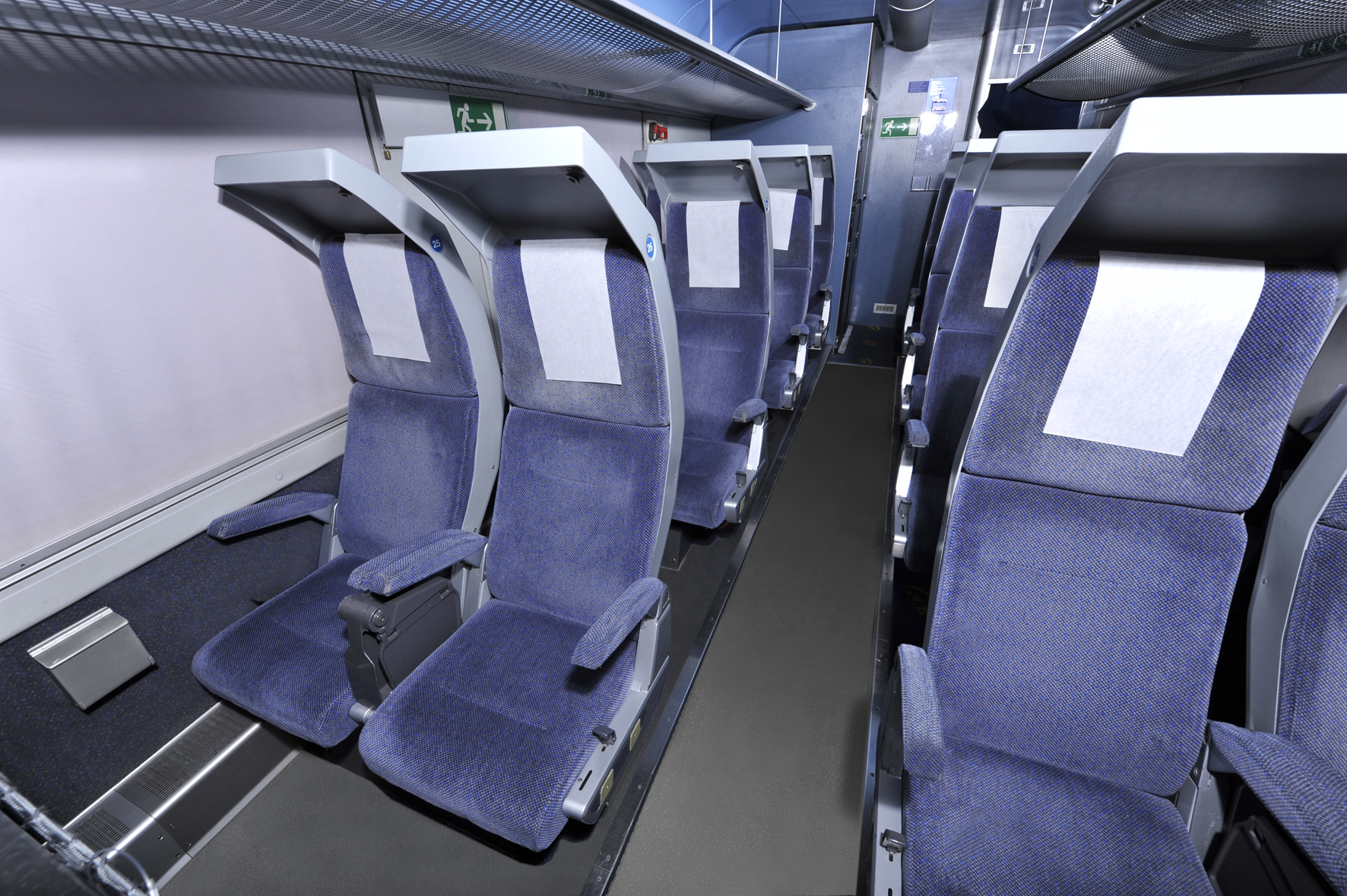
座席車

- Bpm

ドイツ鉄道より購入した簡易寝台車の内装をすべて撤去し、通路を挟んで2+2列のリクライニングシートを配置した車両。各座席には背ずりと一体になった天蓋状のプラスチックの覆いがあり、隣り合う乗客のプライバシーに配慮している。片側のデッキを閉鎖し、窓の交換や屋根上に空気清浄機を取り付けるなどしたため、原型とはイメージが異なる。

### 食堂車
- WRm

旧東ドイツ国鉄 (DR) より購入した試作座席車の内装をすべて撤去し、食堂車として全面的にリフォームした車両。車内の2/3はバーカウンターで、残りのスペースに「Tausend Sterne」（「千の星」の意）の愛称で呼ばれるレストランが設置されている。天井には光ファイバーで天の川が表現されている。また車体側面には、月と星をシンボライズしたマークが描かれていた。変わり種として旧DRの食堂車が予備車として1両存在 (WRm035) し、当初は往事の塗装で運用され異彩を放った。
- WRm

オランダ国鉄アレグレットを購入のうえ食堂車に改造したもの。サービス電源を維持するためにディーゼル発電機を搭載する。車内の3/5はバーカウンターとなっており2/5はレストランだが、内装に「Tausend Sterne」のような華やかさはなく、通路を挟んで左右に4人がけのテーブル席を配している。
食堂は24:00頃に営業終了、バーは終夜営業であった。ただしCNLは、複数の列車が途中まで（あるいは途中から）併結されて運行される多層建て列車が多かったため、必ずしも全ての目的地へ向かう列車に食堂車が連結されていたわけではない。

### 荷物車

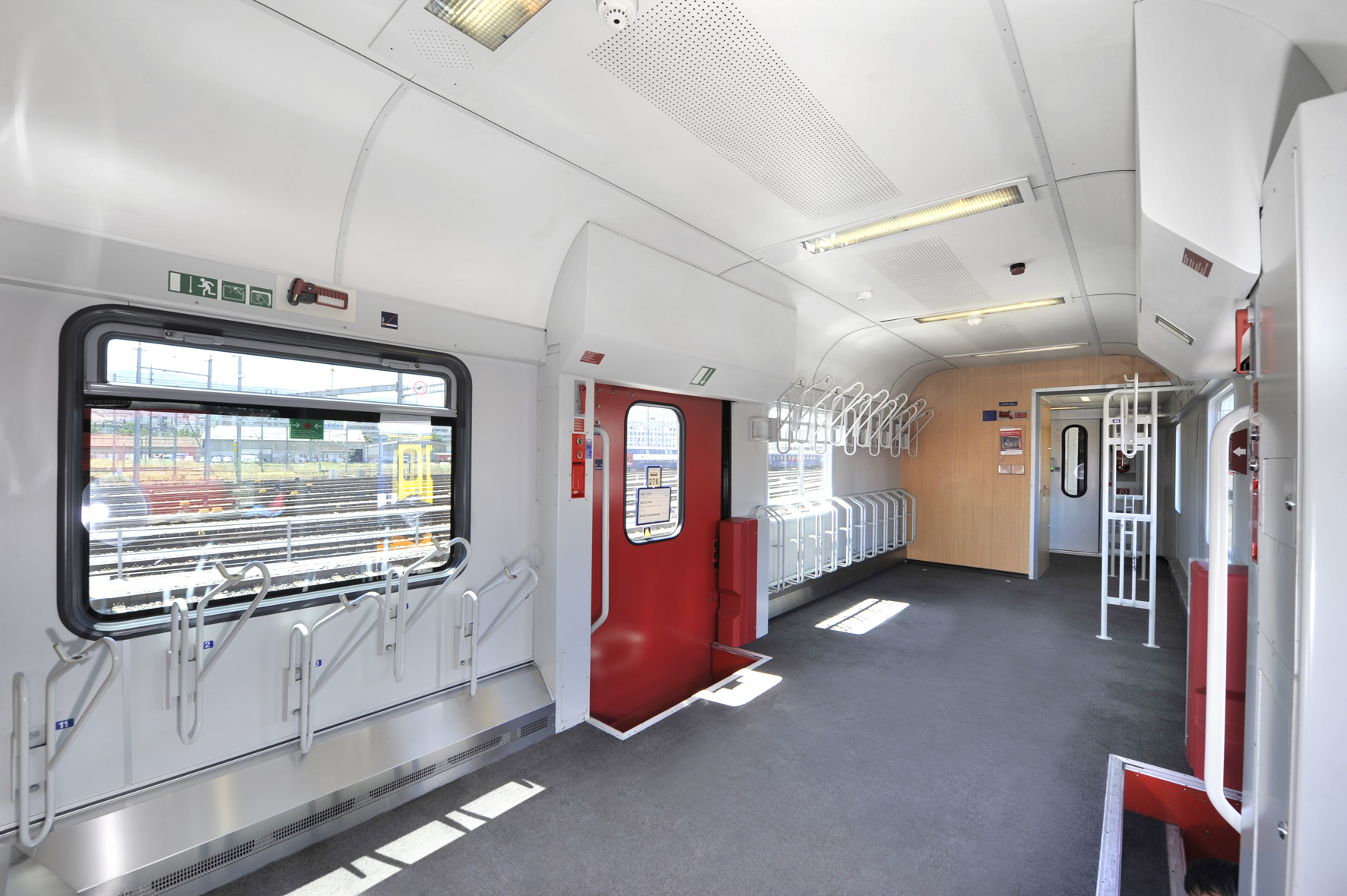
荷物車

- Dms905

自転車携行旅行者の需要に応えるために改造編入された、自転車積載対応の荷物車。大型荷物のほか40台の自転車を収容できる。所属会社変更後もそのままの形式名だったが、しばらくしてDmd038形に変更された。

## 運転系統

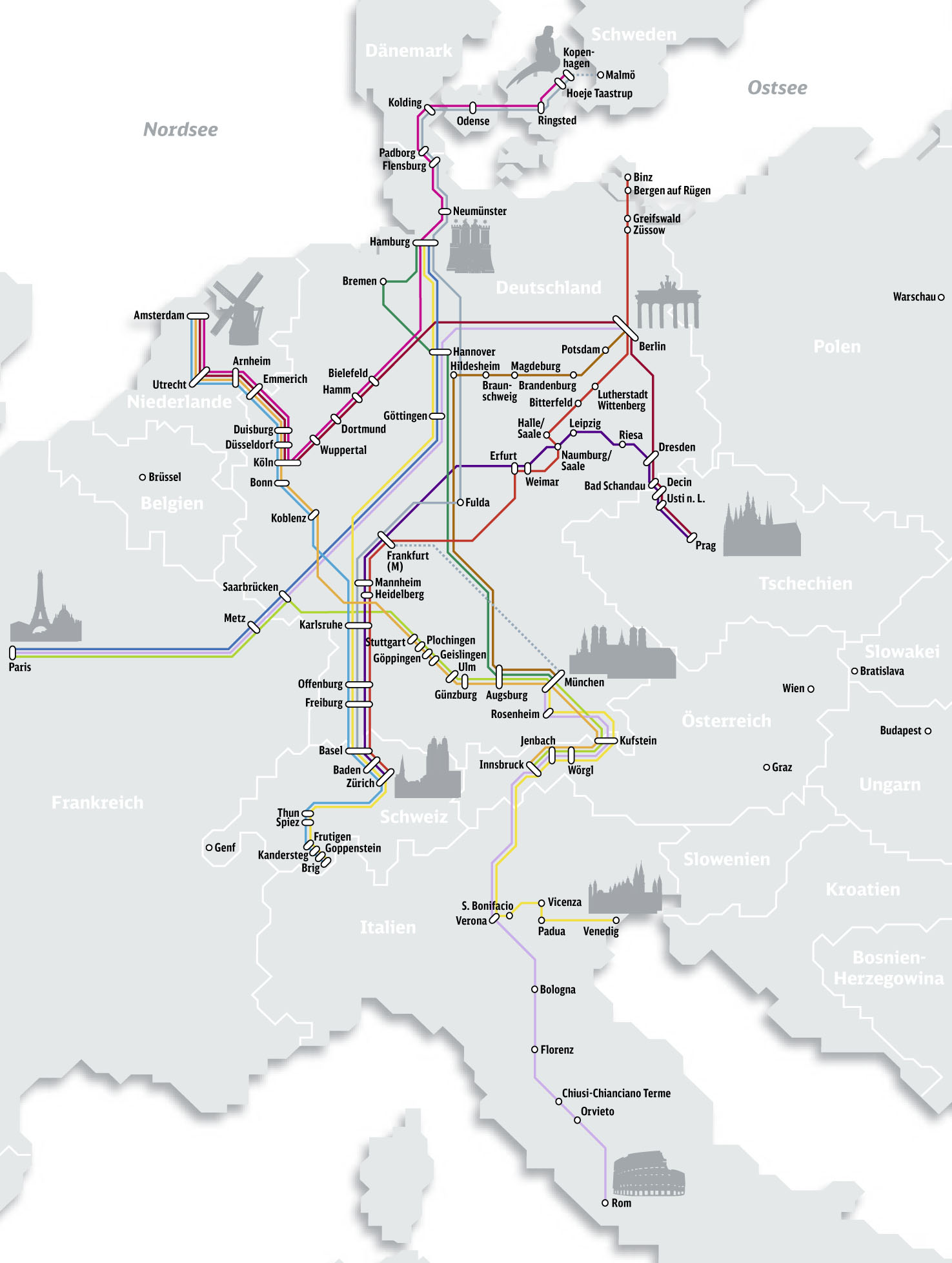
2010年-2011年ダイヤにおける系統

2015年12月15日のダイヤ改正後の列車は以下の通りである。括弧内は繁忙期のみ延長。
| 列車番号        | 列車名                  | 区間                                                                                               |
| --------------- | ----------------------- | -------------------------------------------------------------------------------------------------- |
| CNL 40485/40484 | アプース Apus           | ミュンヘン中央駅 – ミラノ中央駅                                                                    |
| CNL 458/459     | カノープス Canopus      | チューリッヒ中央駅 - ドレスデン中央駅 – プラハ本駅                                                 |
| CNL 479/478     | コメート Komet          | ハンブルク＝アルトナ駅 - チューリッヒ中央駅                                                        |
| CNL 457/456     | コペルニクス Kopernikus | ケルン中央駅 – プラハ本駅                                                                          |
| CNL 485/484     | ルプス Lupus            | ミュンヘン中央駅 – ローマ・テルミニ駅                                                              |
| CNL 40419/40478 | ペガスス Pegasus        | アムステルダム中央駅 – チューリッヒ中央駅                                                          |
| CNL 358/363     | ピクトル Pictor         | ミュンヘン中央駅 – ヴェネツィア・サンタ・ルチーア駅                                                |
| CNL 419/418     | ポルックス Pollux       | アムステルダム中央駅 – ミュンヘン中央駅 （ - インスブルック中央駅）                                |
| CNL 487/486     | ピュクシス Pyxis        | ハンブルク＝アルトナ駅 – ミュンヘン中央駅 – ミュンヘン東駅 （ - インスブルック中央駅）             |
| CNL 1258/1259   | ジリウス Sirius         | チューリッヒ中央駅 - ベルリン中央駅 – ベルリン＝リヒテンベルク駅 （ - オストゼーバート・ビンツ駅） |

2014年12月15日のダイヤ改正では以下の列車が廃止となったため、フランスおよびデンマーク発着のシティナイトラインはすべて廃止となった。さらに2015年12月15日にはミュンヘン - ベルリン間で運行されていたカペラが廃止された。
| 列車番号        | 列車名                  | 区間                                                     |
| --------------- | ----------------------- | -------------------------------------------------------- |
| CNL 40479/50451 | アンドロメダ Andromeda  | パリ東駅 - ハンブルク中央駅 - ハンブルク＝アルトナ駅     |
| CNL 473/472     | アウロラ Aurora         | コペンハーゲン中央駅 – バーゼルSBB駅                     |
| CNL 40447/40473 | ボレアリス Borealis     | アムステルダム中央駅 – コペンハーゲン中央駅              |
| CNL 40418/40451 | カシオペイア Cassiopeia | パリ東駅 - ミュンヘン中央駅 （ - インスブルック中央駅）  |
| CNL 50456/50473 | オリオン Orion          | コペンハーゲン中央駅 – プラハ本駅                        |
| CNL 450/451     | ペルゼウス Perseus      | パリ東駅 - ベルリン中央駅 – ベルリン・ジュートクロイツ駅 |
| CNL 1246/1247   | カペラ Capella          | ミュンヘン中央駅 – ベルリン中央駅                        |

## ギャラリー

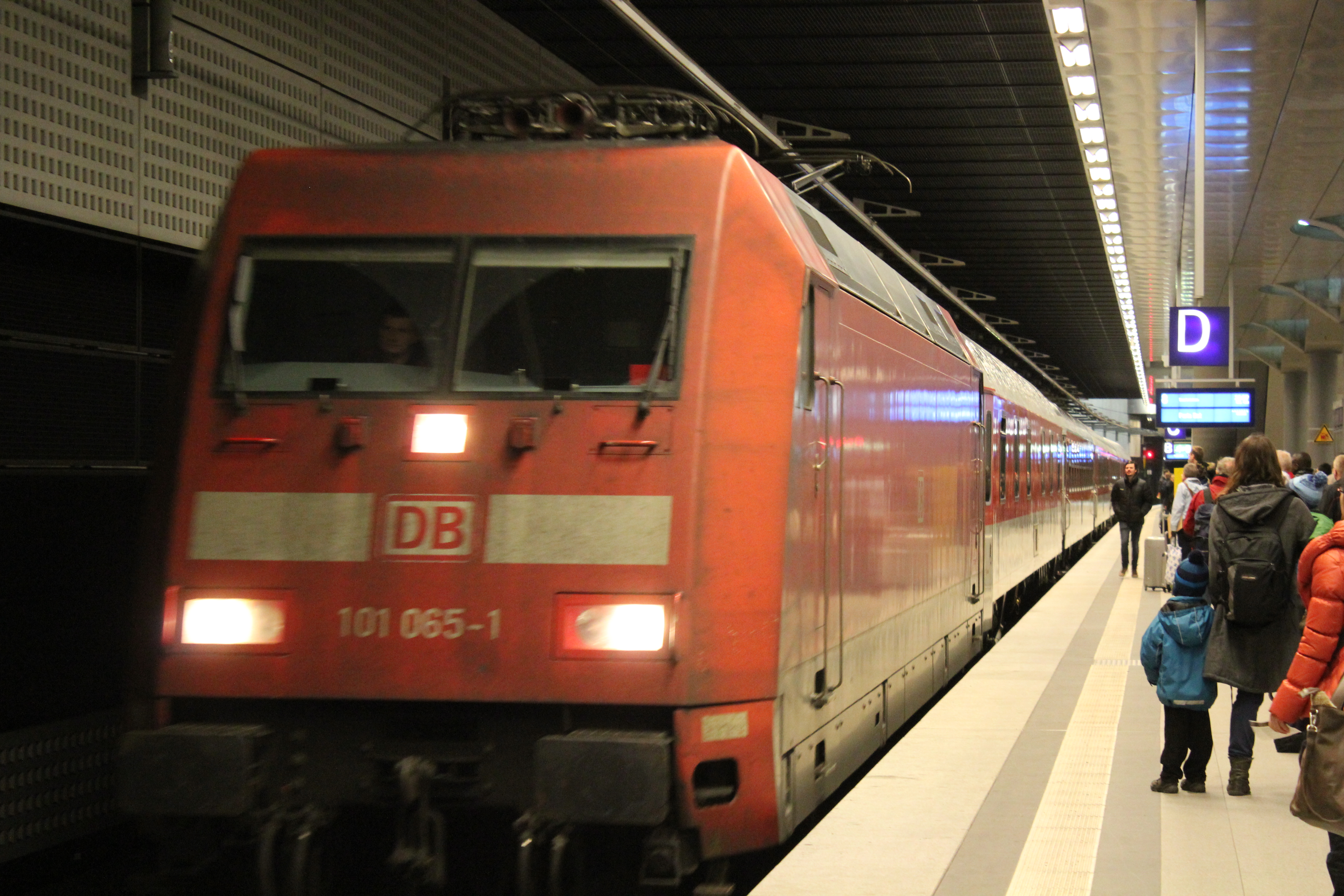
ベルリン中央駅でのCNL450牽引車両
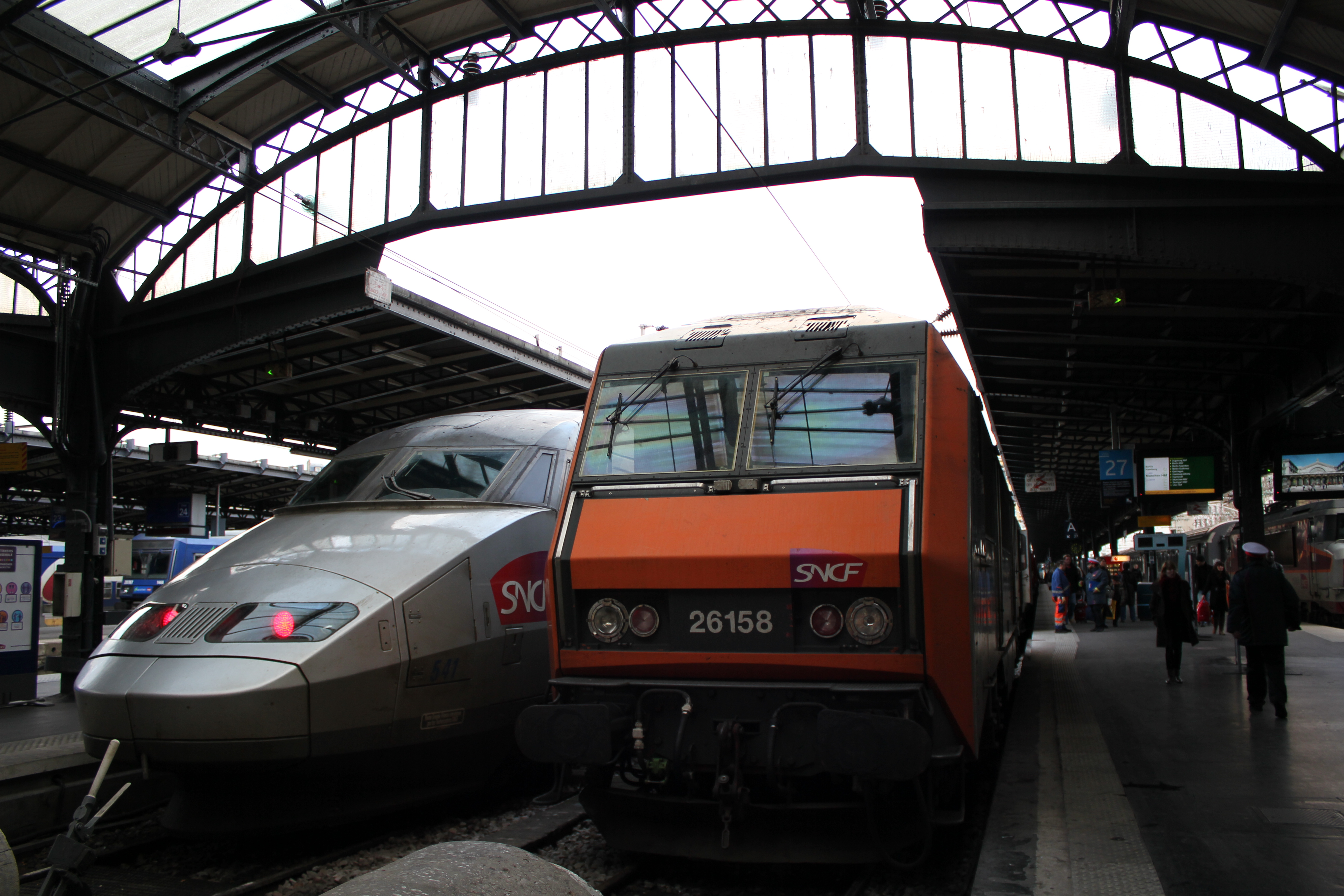
パリ東駅でのCNL450牽引車両(右側)
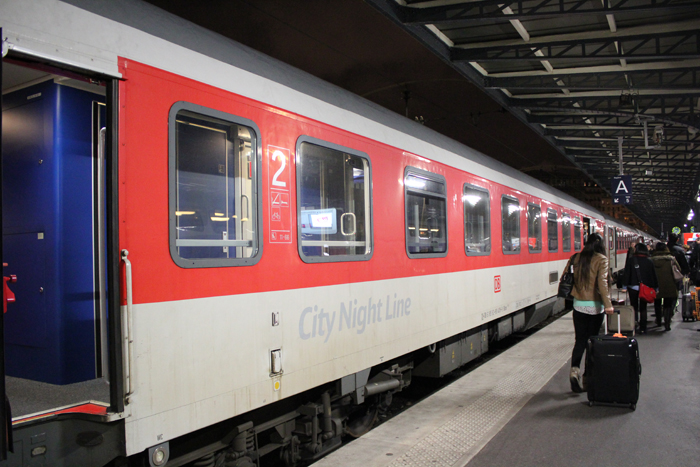
パリ東駅でのCNL451 (パリ東駅-ベルリン中央駅)
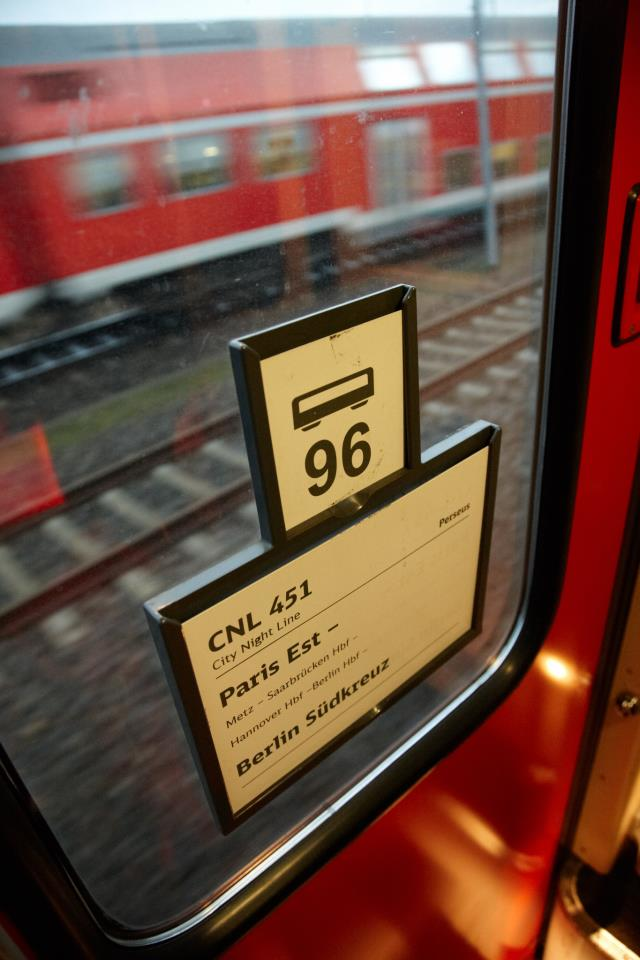
走行中CNL451
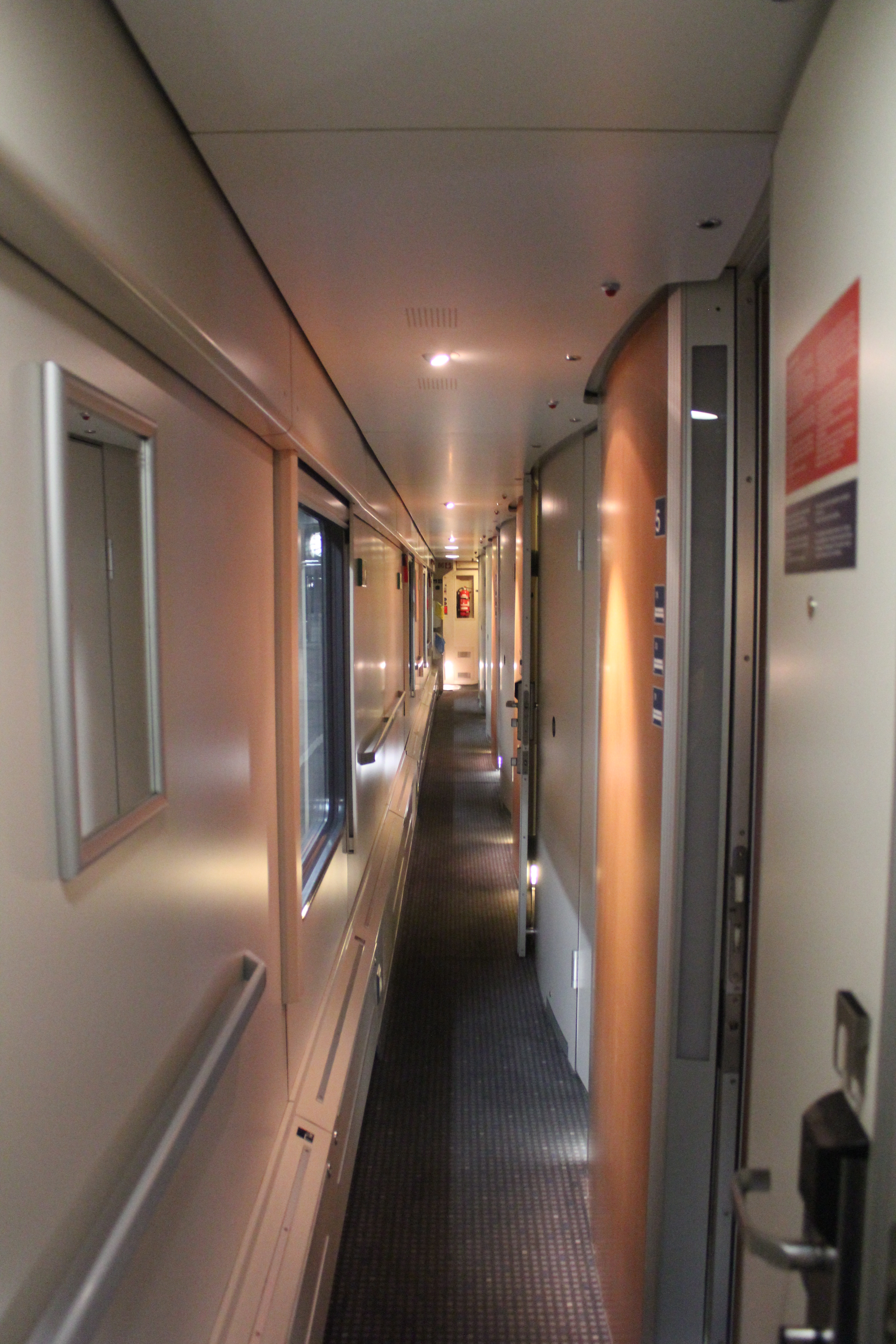
CNL450の廊下
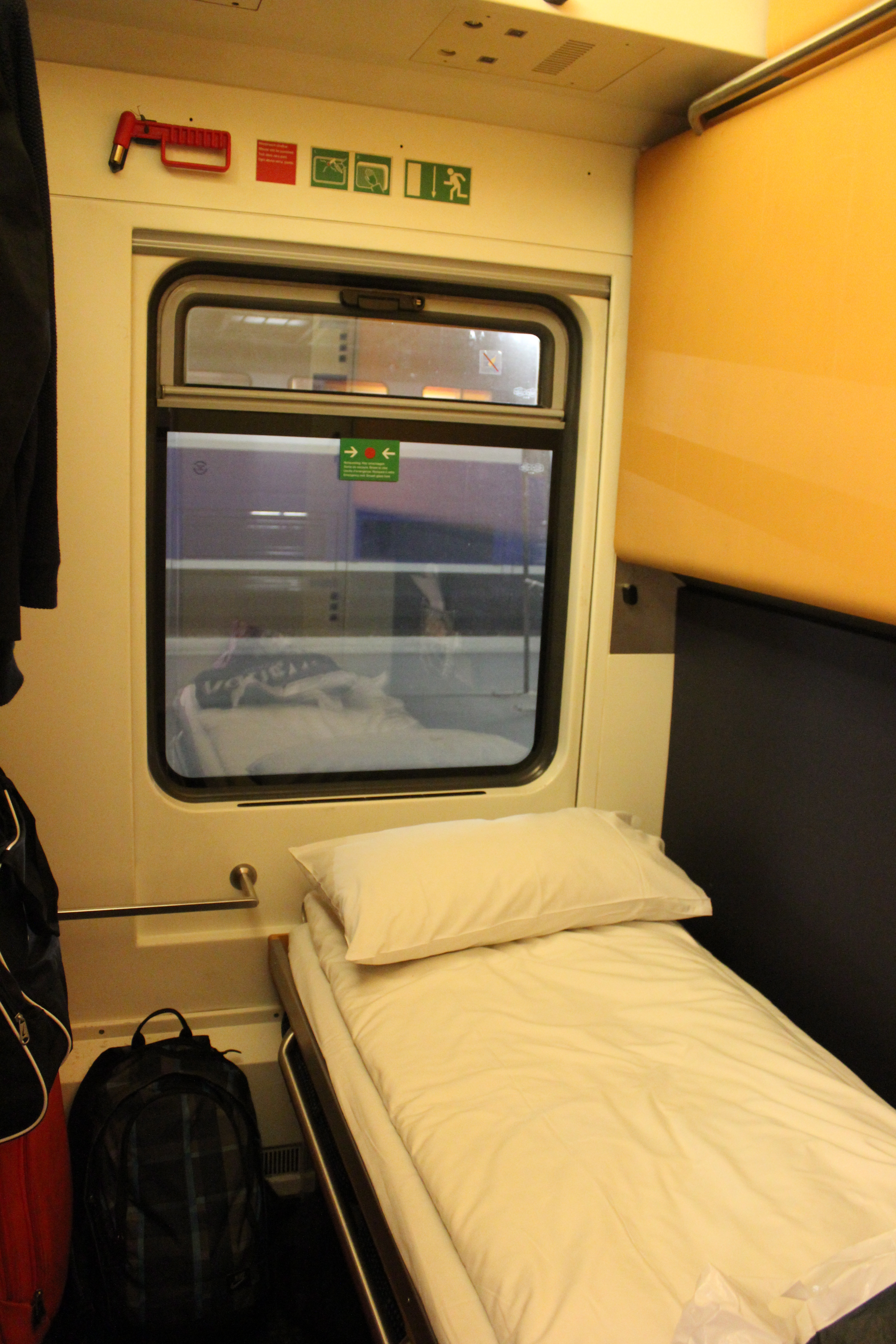
CNL451 エコノミー用2等個室寝台車シングル仕様
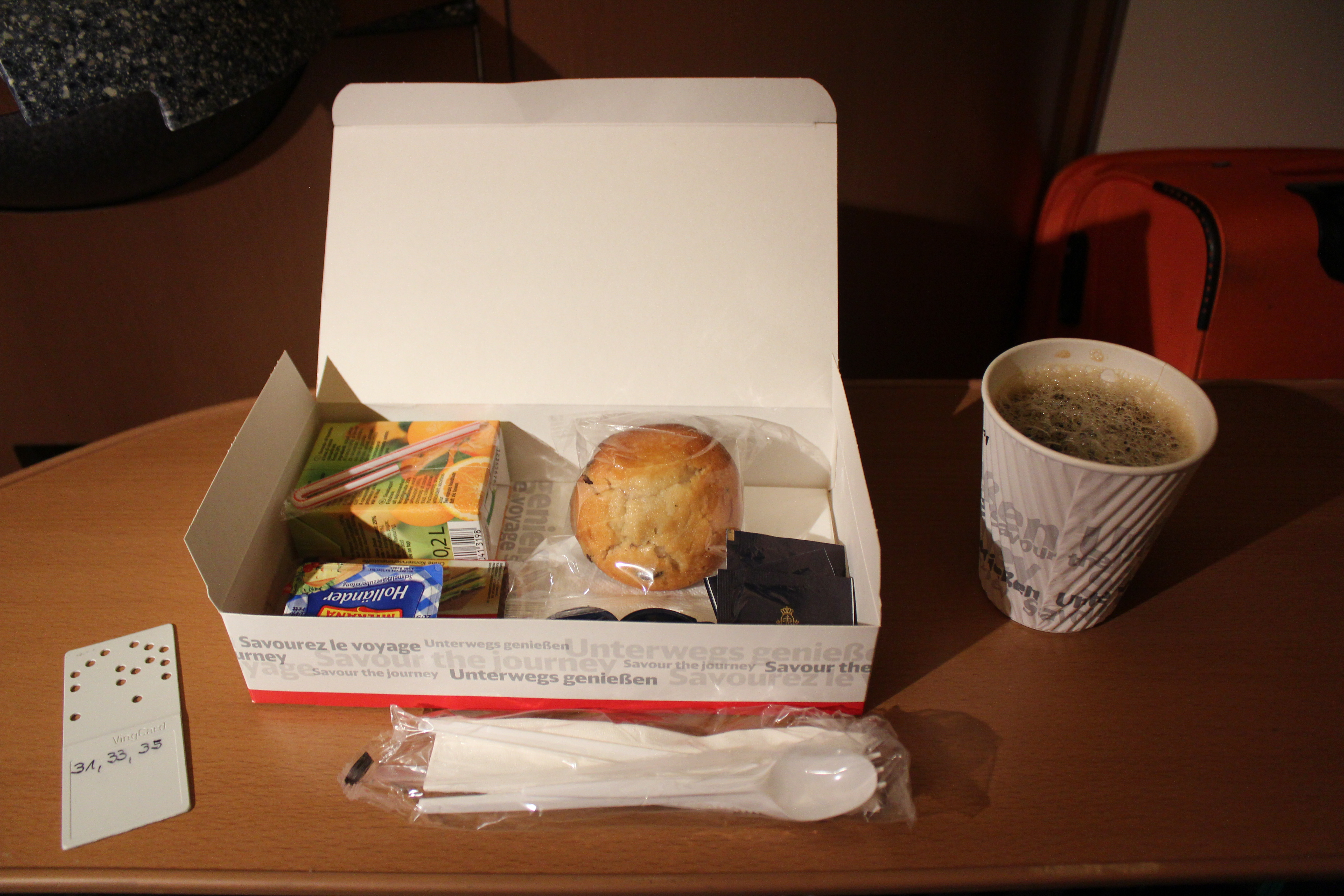
CNL451 エコノミー用2等個室寝台車シングル仕様、朝食